# Veinge
Veinge è un'area urbana della Svezia situata nel comune di Laholm, contea di Halland.
La popolazione rilevata nel censimento 2010 era di 1 190 abitanti .